# Isaac Mansoor
Isaac Mansoor (Bombay, 30 maggio 1929 – Haifa, luglio 2006) è stato un pallanuotista e nuotatore indiano, che ha partecipato alle olimpiadi del 1948 e del 1952.
In entrambi i tornei olimpici, ha gareggiato nei 100 metri stile libero maschile e nella pallanuoto.
Ai Giochi asiatici, ha vinto 1 bronzo, nella Staffetta 4x100 sl, tutte nell'edizione del 1952.